# Łobzów (gromada)
Łobzów – dawna gromada, czyli najmniejsza jednostka podziału terytorialnego Polskiej Rzeczypospolitej Ludowej w latach 1954–1972.
Gromady, z gromadzkimi radami narodowymi (GRN) jako organami władzy najniższego stopnia na wsi, funkcjonowały od reformy reorganizującej administrację wiejską przeprowadzonej jesienią 1954 do momentu ich zniesienia z dniem 1 stycznia 1973, tym samym wypierając organizację gminną w latach 1954–1972.
Gromadę Łobzów z siedzibą GRN w Łobzowie utworzono – jako jedną z 8759 gromad na obszarze Polski – w powiecie olkuskim w woj. krakowskim, na mocy uchwały nr 28/IV/54 WRN w Krakowie z dnia 6 października 1954. W skład jednostki weszły obszary dotychczasowych gromad Łobzów i Zabagnie ze zniesionej gminy Dłużec w tymże powiecie. Dla gromady ustalono 15 członków gromadzkiej rady narodowej.
30 czerwca 1960 do gromady Łobzów przyłączono wsie Poręba Dzierżna i Boża Wola ze zniesionej gromady Poręba Dzierżna.
31 grudnia 1961 do gromady Łobzów przyłączono wieś Jeżówka ze zniesionej gromady Jeżówka.
30 czerwca 1962 do gromady Łobzów przyłączono wieś Miechówka z gromady Dłużec.
Gromada przetrwała do końca 1972 roku, czyli do kolejnej reformy gminnej.